# الجبهة الإسلامية البنغالية
الجبهة الإسلامية البنغالية (بالبنغالية: ইসলামিক ফ্রন্ট বাংলাদেশ) هو حزب سياسي إسلامي في بنغلاديش.

## تاريخ الجبهة
- بهادور شاه مجددي هو رئيس الحزب، وأبو بشار محمد زين العابدين سكرتير الحزب.[2]
- في ديسمبر 2006 انضمت الجبهة إلى «التحالف الكبير» بقيادة رابطة عوامي.[3][4]
- ادعت الجبهة أن الجماعة الإسلامية البنغالية - أكبر حزب إسلامي في بنغلاديش - كان يشوه الإسلام.[5]